# Чанко (Чили)
Чанко (исп. Chanco) — посёлок в Чили. Административный центр одноимённой коммуны. Население — 4 012 человек (2002). Посёлок и коммуна входит в состав провинции Каукенес и области Мауле.
Территория — 530 км². Численность населения — 8 928 жителя (2017). Плотность населения — 16,9 чел./км².

## Расположение
Посёлок расположен в 86 км на юго-запад от административного центра области города Талька и в 32 км на северо-запад от административного центра провинции  города Каукенес.
Коммуна граничит:
- на севере — c коммуной Конститусьон
- на северо-востоке — c коммуной Эмпедрадо
- на юго-востоке — c коммуной Каукенес
- на юго-западе — c коммуной Пельюуэ

На западе коммуны расположен Тихий океан.

## Демография
Согласно сведениям, собранным в ходе переписи 2017 г  Национальным институтом статистики (INE),  население коммуны составляет:
| Полное население                          | Полное население                          | Полное население                          | Полное население                          | Полное население                          | 8 928 |
| ----------------------------------------- | ----------------------------------------- | ----------------------------------------- | ----------------------------------------- | ----------------------------------------- | ----- |
| в том числе:                              | Городское население                       | 3 921                                     | Процент городского населения, %           | 43,92                                     |       |
|                                           | Сельское население                        | 5 007                                     | Процент сельского населения, %            | 56,08                                     |       |
|                                           | Мужское население                         | 4 450                                     | Процент мужского населения, %             | 49,84                                     |       |
|                                           | Женское население                         | 4 478                                     | Процент женского населения, %             | 50,16                                     |       |
| Плотность населения, чел/км²              | Плотность населения, чел/км²              | Плотность населения, чел/км²              | Плотность населения, чел/км²              | Плотность населения, чел/км²              | 16,9  |
| Население коммуны в % к населению области | Население коммуны в % к населению области | Население коммуны в % к населению области | Население коммуны в % к населению области | Население коммуны в % к населению области | 0,85  |